# Klaus Rüter
Klaus Rüter (* 13. Januar 1940 in Berlin) ist ein deutscher Jurist, Verwaltungsbeamter und Politiker (SPD).

## Leben
Klaus Rüter wurde am 13. Januar 1940 in Berlin geboren. Nach dem Abitur 1959 in Birkenfeld nahm er ein Studium der Rechtswissenschaft an den Universitäten in Saarbrücken, Berlin und Frankfurt am Main auf, das er mit beiden juristischen Staatsexamen beendete. Er trat 1970 als Regierungsassessor in den Verwaltungsdienst ein, war zunächst beim Ministerium des Innern des Landes Rheinland-Pfalz tätig und arbeitete nach seinem Eintritt in den Höheren Dienst von 1972 bis 1981 als Kreisrechtsdirektor beim Landkreis Kusel.
Rüter trat 1969 in die SPD ein, war von 1979 bis 1994 Mitglied des Bezirkstages Pfalz und amtierte von 1981 bis 1991 als Landrat des Donnersbergkreises. Er wurde in den Landesvorstand der SPD Rheinland-Pfalz gewählt und war zehn Jahre lang Landesvorsitzender der Sozialdemokratischen Gemeinschaft für Kommunalpolitik (SGK). Von 1991 bis 1994 amtierte er als Staatssekretär im Ministerium des Innern und für Sport, von 1994 bis 2003 dann unter Ministerpräsident Kurt Beck als Staatssekretär und Chef der Staatskanzlei des Landes Rheinland-Pfalz. Darüber hinaus war er Mitglied des ZDF-Fernsehrates.
Klaus Rüter ist verheiratet und hat zwei Töchter.

## Auszeichnungen
- 2004: Bundesverdienstkreuz 1. Klasse

| Personendaten    | Personendaten                                            |
| ---------------- | -------------------------------------------------------- |
| NAME             | Rüter, Klaus                                             |
| KURZBESCHREIBUNG | deutscher Jurist, Verwaltungsbeamter und Politiker (SPD) |
| GEBURTSDATUM     | 13. Januar 1940                                          |
| GEBURTSORT       | Berlin                                                   |